# Långtjärnen (Ramsjö socken, Hälsingland, 690590-149882)
Långtjärnen är en sjö i Ljusdals kommun i Hälsingland och ingår i Ljungans huvudavrinningsområde.